# Johann Peter Krafft
Johann Peter Krafft (n. 15 septembrie 1780 – d. 28 octombrie 1856) a fost un pictor german stabilit în Austria.
Născut în Hanau, landul Hesse de azi, Krafft a început studiile de artă la vârsta de zece ani la Hanau Akademie. În 1799, s-a mutat la Viena, unde a studiat la Academia de Arte frumoase pentru trei ani sub tutelajul lui Heinrich Füger. Între 1802 și 1808, a continuat studiile la Paris, cu Jacques-Louis David și François Gérard. După o perioadă de studiu la Roma, s-a stabilit la Viena, unde a urmat o carieră plină de succes ca pictor profesionist, realizând numeroase portrete. 
Din 1828, Krafft a devenit directorul galeriei de artă imperială Österreichische Galerie Belvedere, situată în palatul Belvedere. 
Johann Peter Krafft a decedat la Viena în vârstă de 76 de ani.  A fost înmormântat în cimitirul vienez Zentralfriedhof.

## Galerie de imagini

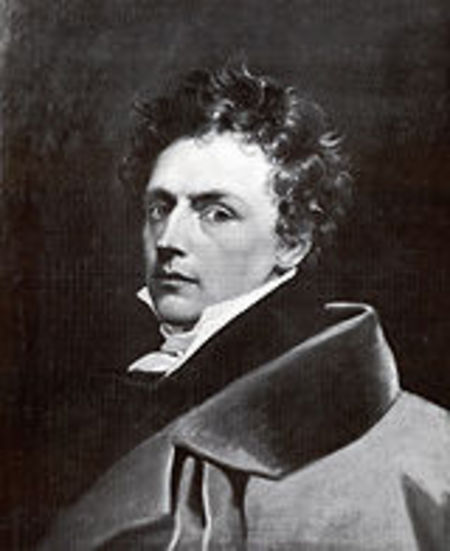
Autoportret, circa 1820
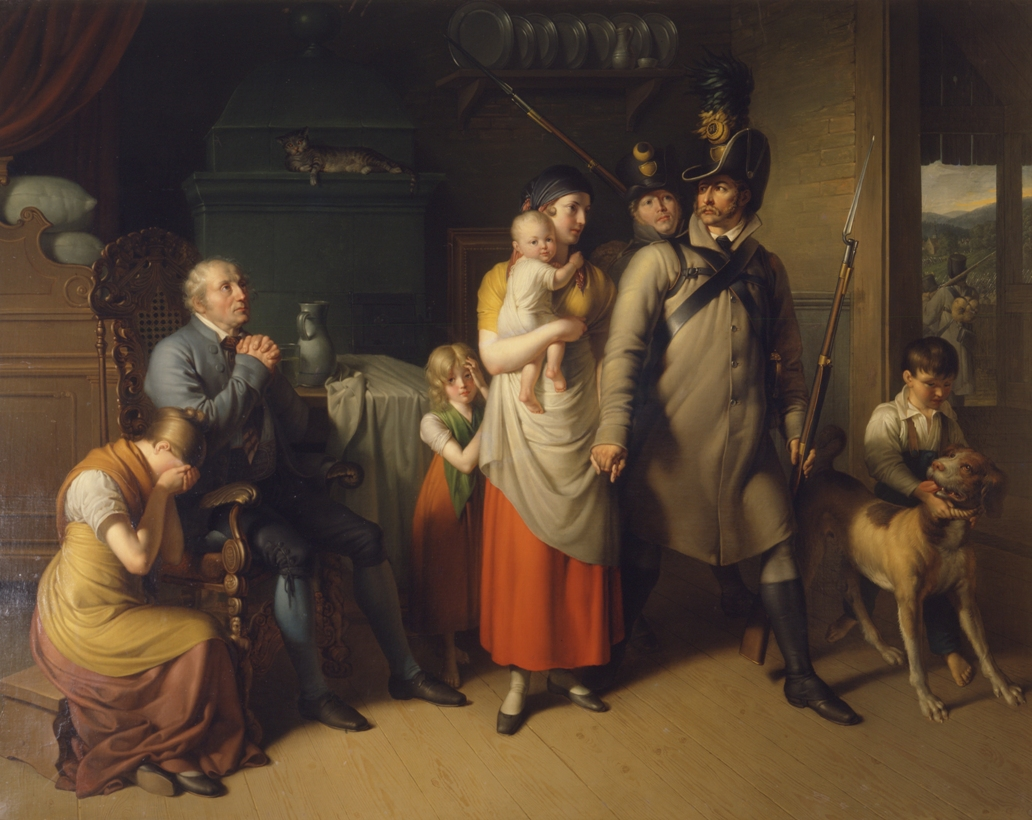
„Plecarea polițaiului”, 1813
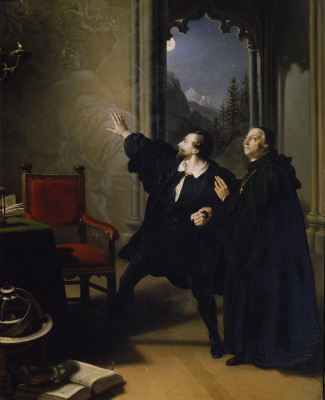
După Lord Byron „Manfred”, 1825
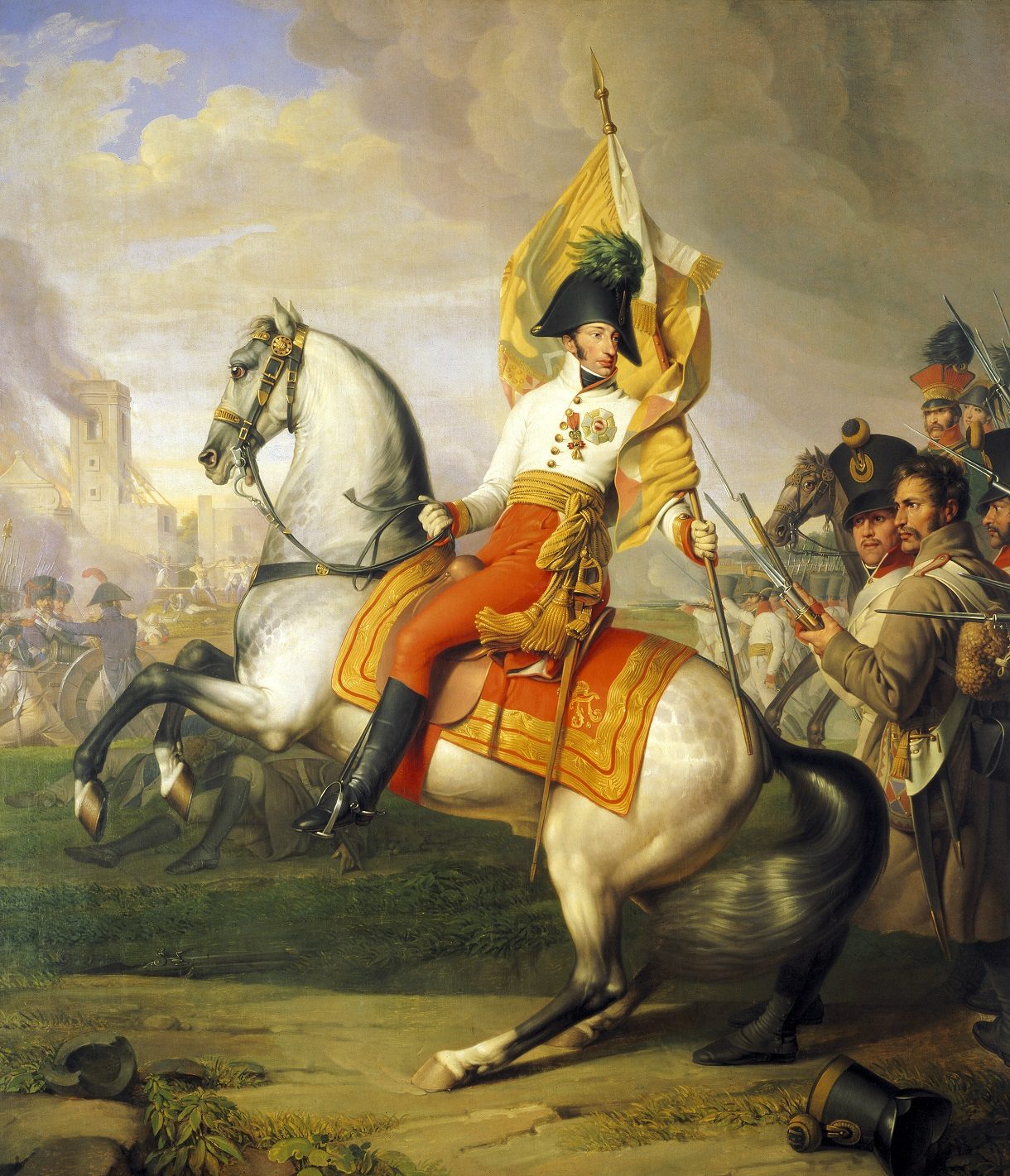
„Arhiducele Charles în timpul bătăliei de la Aspern-Essling”, 1809
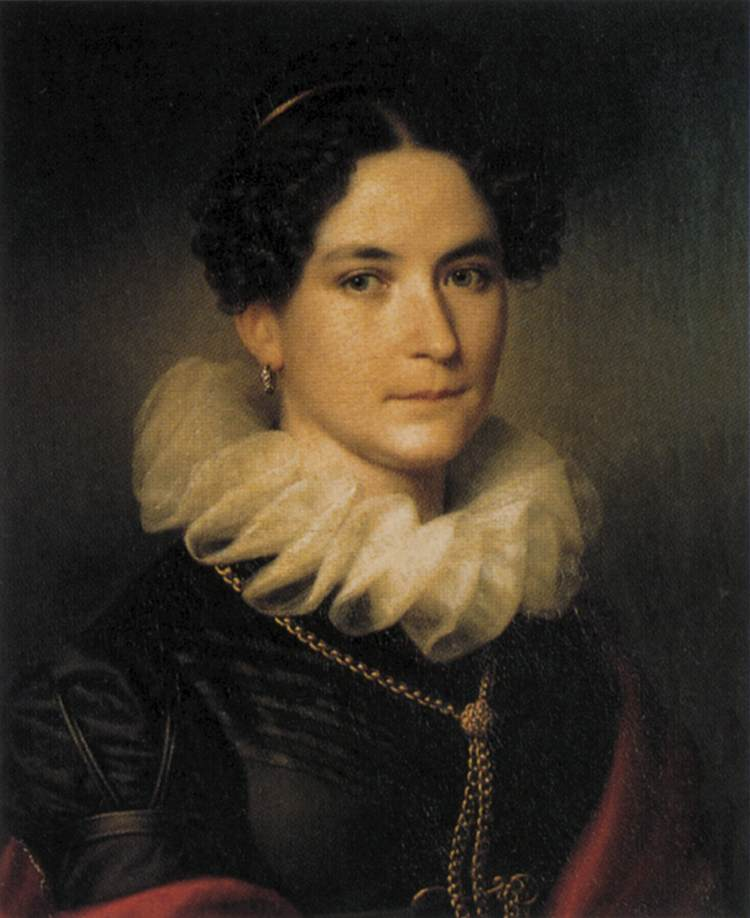
„Maria Angelica Richter von Binnenthal”, 1815
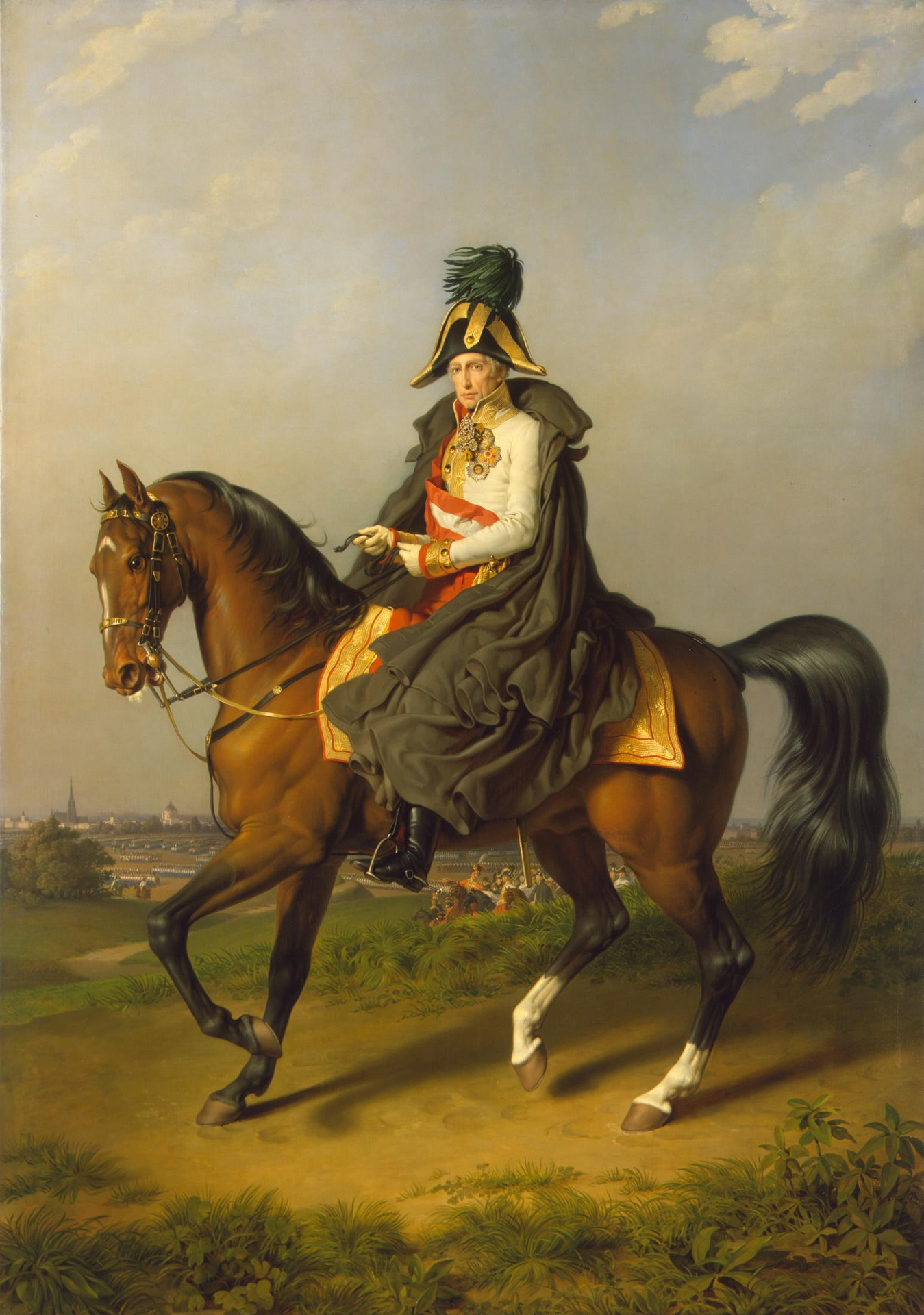
„Portretul ecvestru al lui Francisc I al Austriei”, 1832